# Dieter Wachweger
Dieter Wachweger (* 3. Dezember 1919 in Neisse, Provinz Schlesien) ist ein deutscher Jurist.

## Leben
Dieter Wachweger war im Rang eines Ministerialrats Grundsatzreferent für Umsatzsteuer im Bundesministerium der Finanzen. Dort war er einer der Beamten, die in den 1960er Jahren die Reform der Umsatzsteuer zum 1. Januar 1968 (Ablösung der Allphasen-Bruttoumsatzsteuer durch die seither erhobene Mehrwertsteuer) maßgeblich vorbereiteten und deren Durchführung steuerten.
Vom 1. Juli 1978 bis 30. September 1986 war er Richter am Bundesfinanzhof. Dort gehörte er dem V. Senat (Umsatzsteuer) an.

## Ehrungen
- 1976: Verdienstkreuz 1. Klasse des Verdienstordens der Bundesrepublik Deutschland

## Schriften
- Rechnungserteilung und Vorsteuerabzug bei Treuhänderschaft. In: Deutsches Steuerrecht, Jg. 1973, S. 233–274.
- als Bearbeiter: 6. Richtlinie zur Harmonisierung der Umsatzsteuern in den Europäischen Gemeinschaften. Stollfuß, Bonn 1977.
- Administración del impuesto al valor agregado. In: Tributación (Santo Domingo), Jg. 5 (1979), S. 197–202.
- Neuregelung des Umsatzsteuerrechts. Das neue Umsatzsteuergesetz 1980 – Gesetzestext mit Erläuterungen für die Praxis. WEKA-Verlag für Verwaltung und Industrie, Kissing 1980, ISBN 3-8111-8880-1.

## Diskographie
- Deutsche Steuern aktuell, Nr. 7: Mehrwertsteuer, Teil 2: Wachweger erläutert die Paragraphen 10–32 ausschließlich Paragraph 19 des MwStG, insbesondere Sollbesteuerung, Rechnungserteilung, Vorsteuerabzug, Aufzeichnungspflichten, Durchschnittssätze, Entlastung des Vorratsvermögens und Besteuerung des Selbstverbrauchs. Verlag des Wissenschaftlichen Instituts der Steuerbevollmächtigten, Bonn 1967.